# FreeRTOS
FreeRTOS — це популярна операційна система реального часу для вбудованих систем, що була реалізована на 35 мікроконтролерах. Доступна під ліцензіями MIT, та комерційною.

## Реалізація
FreeRTOS розроблялась як проста і легка система. Основною мовою реалізації є C. Кількість коду, з використанням асемблера приблизно 1%.
FreeRTOS забезпечує методи для роботи з декількома нитками або задачами, м'ютексами,  семафорами і таймерами. A режим з таймером без переривань є доступний для малопотужних застосувань. Є підтримка пріоритетів ниток. На додачу існує чотири схеми виділення пам'яті: 
- просте виділення пам'яті;
- виділення і звільнення із застосування дуже простого, швидкого алгоритму;
- більш складний і швидкий алгоритм виділення і звільнення пам'яті з об’єднанням пам'яті;
- застосування методів бібліотеки C для виділення і звільнення пам'яті із деяким захистом взаємного виконання.